# シアン酸アンモニウム
シアン酸アンモニウム（英語: ammonium cyanate）は、化学式が [NH
4]+
[OCN]−
 で表される無機化合物である。

## 製法
アンモニアとシアン酸の反応によって生じる。
NH3 + HOCN → NH4OCN　
シアン酸銀を塩化アンモニウムと熱する方法も存在する。
AgOCN + NH4Cl → NH4OCN + AgCl

## 反応
シアン酸アンモニウム水溶液を加熱すると、尿素が生じる。
これは1828年にフリードリヒ・ヴェーラーが発見したものである。
{\displaystyle \mathrm {NH_{4}OCN\ {\xrightarrow {60^{\circ }C}}\ H_{2}NCONH_{2}} }